# Mini-multi
Mini-Multi es el tercer álbum de Azul Violeta; salió a la venta en 1999 editado por la disquera EMI México.

## Lista de canciones
El álbum cuenta con doce canciones:
| #   | Título           | Compositor(es)                          | Duración |
| --- | ---------------- | --------------------------------------- | -------- |
| 1.  | Go Billy Go      | Hugo Rodríguez                          | 3:48     |
| 2.  | Quiere Más       | Rodríguez Alejandro Pérez Yuri González | 3:50     |
| 3.  | Para Pagar       | Rodríguez Pérez                         | 4:40     |
| 4.  | Más de Ti        | Rodríguez Pérez Didi Gutman             | 5:47     |
| 5.  | Todos Somos John | Pérez                                   | 4:47     |
| 6.  | En Tus Ojos      | Rodríguez Pérez                         | 4:54     |
| 7.  | Y Si Te Vi       | Rodríguez Pérez                         | 3:30     |
| 8.  | Empiezo a Llover | Rodríguez Pérez González Iván González  | 4:29     |
| 9.  | La Misma         | Rodríguez Pérez                         | 5:15     |
| 10. | Ladra            | Rodríguez Pérez                         | 3:52     |
| 11. | Me Enfermas      | Rodríguez Pérez                         | 4:42     |
| 12. | Follar (Demo)    | Rodríguez Pérez Gutman                  | 4:09     |